# Té con Mussolini
Tea with Mussolini (en español: Té con Mussolini) es una película semiautobiográfica dirigida por el italiano Franco Zeffirelli.
Fue estrenada el 16 de marzo de 1999 en Italia, el 2 de abril en Reino Unido y el 14 de mayo en Estados Unidos. Narra la historia de Luca, un niño italiano ilegítimo que es criado por damas británicas y estadounidenses. Es protagonizada por las primeras actrices Cher, Maggie Smith, Judi Dench, Joan Plowright y Lily Tomlin.

## Sinopsis
Luca, un niño huérfano de madre y del que su padre reniega, es acogido en la Florencia de los años 30 por Mary (Joan Plowright), una dama inglesa. Ella forma parte de un grupo de mujeres anglosajonas con mucha clase que quedan de forma habitual para tomar el té y que aman la cultura. Así pues, las damas en cuestión tratan de impregnar a Luca del amor que profesan a la cultura italiana y, en especial, a la de Florencia. En el caso de Lady Hester Random (Maggie Smith), la auténtica alma del grupo de féminas, amén de su querencia por todo lo relativo a la cultura transalpina, vive obsesionada con la idea de que mantiene una relación especial con el dictador Benito Mussolini. Su llegada al poder las desconcierta hasta el punto de que deciden reunirse personalmente con él para asegurarse de que el fascismo no perjudicará sus intereses. Sin embargo, su perspectiva no tardará en cambiar.

## Comentario
Té con Mussolini nace del interés de su realizador Franco Zeffirelli por revisitar su propio pasado, identificando su mirada en Luca. Reunió a un elenco de actrices reconocidas (Cher, Maggie Smith, Judi Dench, Joan Plowright y Lily Tomlin) que compensaron la marcha del proyecto -por problemas de agenda- de las inicialmente previstas Angela Lansbury y Vanessa Redgrave.
Cuando se estrenó la película, los críticos se ensañaron con ella, tildándola de acaramelada, narcisista y complaciente. Otros cronistas como Tomás Fernández Valentí por el contrario la defendieron a pesar de presentar una estructura narrativa en ocasiones rígida (rótulos que ubican al espectador en el espacio y en el tiempo incluido), por atesorar una atmósfera agridulce y cierta solvencia narrativa.
En efecto, Té con Mussolini es una historia de aprendizaje basado en el respeto a la cultura, el compromiso político, y por descontado en cierto desencanto hacia la realidad. En ese sentido una secuencia que muchos acusaron de vanidosa, una de las damas estadounidense, Elsa (Cher), canta para todo el público Smoke Gets in Your Eyes, poniendo de relieve el hecho de que algo niebla la vista de todos los personajes que depositan su confianza en personas que no la merecen de modo alguno.
Ese desengaño en efecto acarreará para sus protagonistas experiencias intensas que la cámara de Zeffirelli registra sin dificultad (cf. la redada de los Camisas negras en Florencia, el momento en el que una pintora llamada Arabella (Judi Dench) ve cómo su perro se escapa de sus manos y acaba en las de Luca, la secuencia en la que Luca entrega un pasaporte falso a una mujer judía) que les harán tomar conciencia de su situación personal, adquiriendo una postura vital que hunde sus raíces en la defensa de la cultura.
Al respecto, Zeffirelli diseñó una secuencia que supone una declaración de intenciones (cf. las tres damas inglesas se atan a una torre repleta de cuadros que el régimen fascista pretende volar con una bomba), perfectamente coherente con otras ya vistas a lo largo del metraje (cf. la secuencia en la que Luca y su tutora representan con unas marionetas la obra Romeo y Julieta; el momento en el que Arabella enseña a Luca por primera vez la Galería de Arte de Florencia y que Zeffirelli filma con un escueto plano general que muestra la belleza de un lugar que deslumbra al pequeño).

## Reparto
- Cher: Elsa Morganthall Strauss-Almerson
- Maggie Smith: Lady Hester Random
- Judi Dench: Arabella
- Lily Tomlin: Georgie Rockwell
- Joan Plowright: Mary Wallace
- Charlie Lucas: Luca (niño)
- Baird Wallace: Luca (adolescente)

## Premios
- Premio BAFTA a la mejor actriz de reparto 1999: Maggie Smith.